# 激しい雨が
「激しい雨が」（はげしいあめが）は、日本のロックバンドであるTHE MODSの4枚目のシングル。1983年9月21日にEPIC・ソニーからリリースされた。
表題曲は、メンバー出演の日立マクセル（コンシューマー事業部、現・電響社）『マクセル UD I』のCMソングに起用された。
B面の「TWO PUNKS」は、1982年1月24日に行われたコンサートツアー『“The News Beat Gig”Tour』の福岡市民会館公演の模様が収録されている。7分越えの長尺であるため、本来7インチレコードは45回転だが、こちらは33 1/3回転となっている。

## 収録曲
| 全作詞: 森山達也、全編曲: THE MODS。 |                                      |           |          |      |
| #                                    | タイトル                             | 作詞      | 作曲     | 時間 |
| 1.                                   | 「激しい雨が」                       | 森山達也  | THE MODS | 3:41 |
| 2.                                   | 「TWO PUNKS」(33 1/3RPM Side-B Only) | 森山達也  | 森山達也 | 7:15 |
| 合計時間:                            | 合計時間:                            | 合計時間: | 10:56    |      |

## カバー
激しい雨が
- GREEN GINI WITH MICK JONES（2001年、THE MODSトリビュートアルバム『THE MODS TRIBUTE SO WHAT!!』収録）
- 大黒摩季とフレンズ（2004年、カバーアルバム『COPY BAND GENERATION VOL.1』収録。2012年発売のカバーオムニバスアルバム『女子会ロック! girl meets boy』にも収録されている[3]）
- SHOW-YA（2014年、カバーアルバム『Glamorous Show〜Japanese Legendary Rock Covers』収録）

TWO PUNKS
- 藤井フミヤ（1995年、スタジオアルバム『R&R』収録）
- POTSHOT（2001年、THE MODSトリビュートアルバム『THE MODS TRIBUTE SO WHAT!!』収録）